# Katarzyna Jasiołek
Katarzyna Jasiołek (ur. 1982) – polska popularyzatorka wiedzy o sztuce użytkowej, polonistka, dziennikarka, autorka książek popularnonaukowych. 
Studia wyższe odbyła na kierunku Filologia Polska na Uniwersytecie Warszawskim. Pisała na tematy techniczne i technologiczne, m.in. o encyklopedii internetowej Wikipedii. Autorka lub współautorka książek. Pisała lub współpracuje m.in. dla magazynu Komputer Świat,  Vogue, dla gazety Rzeczpospolita, pisma branżowego Szkło i Ceramika, publikuje książki w Wydawnictwie Marginesy. 

## Twórczość
- Katarzyna Jasiołek, Asteroid i półkotapczan: O polskim wzornictwie powojennym, Marginesy, Warszawa, 2020, ISBN 9788367790178
- Katarzyna Jasiołek, Opakowania, czyli perfumowanie śledzia. O grafice, reklamie i handlu w PRL-u, Marginesy, Warszawa, 2021, ISBN 9788367022071
- Katarzyna Jasiołek, Hanna Lachert. Wygoda ważniejsza niż piękno, Marginesy, Warszawa, 2022, ISBN 9788367406659
- Katarzyna Jasiołek, Tkanina : sztuka i rzemiosło,  Marginesy, Warszawa, 2023, ISBN 9788367859103
- Stanisław Brach, Katarzyna Jasiołek, Jerzy Mróz, Rzeźba w porcelanie, porcelana w rzeźbie, Akademia Sztuk Pięknych, Warszawa 2023, ISBN 9788366835542
- Stanisław Brach, Katarzyna Jasiołek, Jerzy Mróz, Utrwalone w ogniu, Akademia Sztuk Pięknych, Warszawa 2024, ISBN 9788366835672
- Katarzyna Jasiołek, Dom Mody Telimena : co nosiły Polki, Marginesy, Warszawa, 2025, ISBN 9788368367126